# Santiago Isasi
Santiago Isasi Salazar (Madrid, España, 25 de abril de 1936 - Palma de Mallorca, España, 12 de abril de 2017) fue un futbolista español que se desempeñaba como centrocampista.

## Clubes
| Club          | País   | Año       |
| ------------- | ------ | --------- |
| Real Zaragoza | España | 1959-1967 |